# Samawa
Samawa o As-Samawah (in arabo السماوة) è una città dell'Iraq centro-meridionale, sulle sponde dell'Eufrate, con una popolazione calcolata di 250.000 abitanti nel 2005 ed è il capoluogo del Governatorato di al-Muthanna.
A est di Samawa sorgono i resti dell'antica città sumera, poi babilonese, di Uruk.